# Fortini di Pentimele

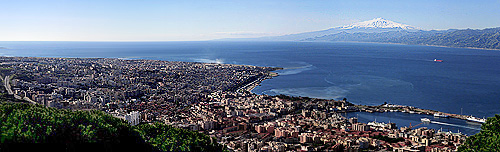
Veduta dello stretto e della città dai fortini.

I Fortini di Pentimele, vecchie fortificazioni militari, sono posti in posizione panoramica sulla città di Reggio Calabria e dominanti sullo Stretto di Messina. Essi sorgono sulla collina di Pentimele e per accedervi occorre attraversare un'angusta stradina.
Per conoscere l'origine della fortificazione bisogna risalire al 1547, anno in cui, a causa delle varie scorrerie per opera dei pirati, venne ordinata la costruzione di un castello. I lavori del castello purtroppo vennero sospesi per la mancanza di fondi e così si pensò di erigere la Torre di Reggio chiamata Pendimeri (rectius: pentimeli).
Nel 1860, con l'Unità d'Italia, le funzioni militari vennero affidate ad un sistema di fortificazioni attestato sulla prima linea collinare delle riva orientale dello Stretto. Si pensò quindi di costruire i forti di Capo d'Armi, la batteria di Punta Pellaro, i fortini collinari di Arghillà, le fortificazioni dei Piani di Matiniti e di Pentimele, che con le loro architetture mimetizzate, avrebbero assicurato la difesa, sino alla seconda guerra mondiale. In particolare, i fortini di Pentimele furono edificati intorno al 1896 come risulta da un documento presente presso l'Archivio di Stato di Reggio Calabria.
Il luogo, dopo aver per anni versato in stato di degrado, è stato recentemente oggetto di un processo di restauro e riqualificazione.

## Descrizione
I due fortini di Pentimele, identici in ogni loro forma, distinti dai nomi Batteria Pentimele nord (Fortino Nord) e Batteria Pellizzeri (Fortino Sud), sono costruiti con pietre naturali e mattoni che incorniciano anche le finestre e le sommità del muro di cinta.
Il fortino Nord (in ottimo stato) presenta anche un ponte levatoio ed ha alla sua entrata due colonne rivestite da pietra calcarea arenaria, utilizzata anche per lo scolo delle acque. Entrando vi sono sulla sinistra quattro cisterne utilizzate per la raccolta dell'acqua, sempre verso sinistra vi erano gli alloggi forniti di bagno e scuderia per gli ufficiali. Sui lati si trovavano i dormitori dei soldati e nel posto più interno, due stanze (su ogni lato) adibite per il deposito delle armi. Nel soffitto vi sono due forature che permettevano il passaggio delle armi al piano superiore, dove era posto un vano che serviva da deposito.
Entrando al fortino, sulla parte destra invece, troviamo una scala che conduce in un locale sotto la zona d'ingresso, dalla quale si operava l'apertura del ponte levatoio, (nel fortino Sud, questa parte è andata distrutta). Gli stanzoni presenti sulla destra erano adibiti a scuderia e durante la seconda guerra mondiale, furono trasformati in dormitori.
Sempre sulla destra vi è una torre a due piani, nel piano inferiore venivano gettati i prigionieri (non vi sono scale) e sorvegliati dal piano superiore. Sia sulla destra che sulla sinistra troviamo due lunghi corridoi poco illuminati con pianta rettangolare, creati di proposito per indurre in errore, l'eventuale nemico che vi accedeva durante qualche inseguimento e che non conoscendo il luogo, sarebbe finito contro un muro.
Lungo la parete dei due corridoi interni vi sono due piccole finestre da cui si poteva controllare l'esterno del fortino accorgendosi di un'eventuale irruzione nemica. La zona centrale dei fortini è costituita da quattro rampe, da qui venivano trasportati i cannoni e riposti entro due fosse circolari poco profonde. Al centro del piano superiore vi era il deposito di materiale di artiglieria e per la manutenzione dei cannoni.

## Curiosità
All'interno dei fortini, vi sarebbero due passaggi segreti, uno che condurrebbe dai fortini al porto e l'altro dai fortini al Castello Aragonese. I due passaggi segreti, si troverebbero alla fine dei due lunghi corridoi interni, in cui vi si troverebbero delle botole nascoste. È molto probabile, secondo recenti ipotesi effettuate da vari studiosi locali, che vi sia un solo accesso o botola che collegherebbe tra loro i due fortini.
Tale zona intorno agli anni '80, quando nacquero le radio private, fu invasa da decine di antenne FM che tuttora sono in funzione ad uso specialmente dei grandi network nazionali. Tale zona gode infatti di un'ottima copertura radio, che si estende da Villa San Giovanni sino punta Pellaro in Calabria, e da Messina sino Taormina in Sicilia: alcune lambiscono anche le pendici dell'Etna. Le stazioni sono visibili da ogni punto della città di Reggio Calabria e si trovano a circa 50 metri più a valle rispetto alla fortificazione sud.